# Let It Bloom
Let It Bloom — третий студийный альбом американской рок-группы Black Lips. Альбом был выпущен 22 ноября 2005 года.

## Отзывы
| Оценки критиков  | Оценки критиков |
| Источник         | Оценка          |
| ---------------- | --------------- |
| Allmusic         | [ 1 ]           |
| Drowned in Sound | (6/10)          |
| Prefix Magazine  | (7/10)          |
| Music Emissions  | [ 4 ]           |
| Uncut            | [ 5 ]           |

Альбом получил положительные отзывы музыкальной критики и интернет-изданий.
Марк Деминг из Allmusic отметил, что «В то время как большинство групп со временем становятся сплочённее и „профессиональнее“, Black Lips выбрали другой путь, и эта четвёрка из Атланты глубже погружается в источник мрачной звуковой мощи на своём третьем альбоме Let It Bloom. Хотя гаражный рок в его самой благословенно сырой форме остаётся очевидным ориентиром для группы, гитаристы Ян Сент-Пи и Коул Александр (он же Old King Cole Younger) привносят в свои песни столько неожиданных поворотов, что никто не спутает их ни с White Stripes, ни с Chesterfield Kings, а низколетящие осколки гитарного шума и гулкие текстуры вызывают ассоциации с Fall, The Godz, The Cramps, The Witches, ранними Velvet Underground (вспомните Cleveland 1966, а не альбом Banana) и несколькими десятками других групп, которым нравится играть в тёмной материи, а не сгорать на солнце. И хотя Black Lips звучат не намного „совершеннее“, чем на дебютном альбоме 2002 года, они стали гораздо лучше работать в студии, и „Let It Bloom“ — их самая сильная работа на сегодняшний день, от минорного аккорда „Punk Slime“ и зловещей пляжной романтики „Dirty Hands“ до погребальной песнопения с французским акцентом „Hippie, Hippie, Hoorah“ и погружения в водоворот „She’s Gone“. Запись Майка Макхью отделяет хороший шум от плохого, соблюдая идеальный баланс, и в результате получается альбом, пропитанный именно той самой плохой кармой. „Let It Bloom“ напугает ваших соседей, и вы сможете под него танцевать, а чего ещё желать?».

## Список композиций
1. «Sea of Blasphemy» — 1:35
2. «Can’t Dance» — 1:52
3. «Boomerang» — 2:05
4. «Hippie, Hippie, Hoorah» (кавер Jacques Dutronc) — 3:31
5. «Not a Problem» — 3:01
6. «Gung Ho» — 1:48
7. «Everybody’s Doin' It» — 2:41
8. «Feeling Gay» — 3:47
9. «Take Me Home (Back to Boone)» — 2:26
10. «Gentle Violence» — 2:11
11. «She’s Gone» — 1:43
12. «Fairy Stories» — 1:51
13. «Dirty Hands» — 2:05
14. «Workin'» — 2:11
15. «Punk Slime» — 4:21
16. «Empassant» — 2:53